# نیگولدیپین
نیگولدیپین (به انگلیسی: Niguldipine) با فرمول شیمیایی C36H39N3O6 یک داروی بلوک‌کننده کانال کلسیم با شناسه پاب‌کم 1567 است. که جرم مولی آن ۶۰۹٫۷۱۱۳۶ گرم بر مول می‌باشد. 